# Empire Earth
Empire Earth was het eerste real-time strategy computerspel in volledig 3D, ontwikkeld door Stainless Steel Studios, uitgegeven door Sierra Entertainment in november 2001. In dit spel speelt de speler met verschillende beschavingen doorheen een gigantisch tijdperk (500.000 jaar), van de prehistorie (Prehistoric Age) tot de toekomst (Nano Age). De uitbreiding van het spel is Empire Earth: The Art of Conquest en voegt 18 nieuwe missies toe aan het originele spel. In 2005 is het vervolg uitgekomen: Empire Earth II. Dit deel heeft inmiddels ook een uitbreiding gekregen genaamd Empire Earth II: The Art of Supremacy. Een mobiele versie van het spel, genaamd Empire Earth Mobile kwam ook uit in 2005. En het andere vervolg, namelijk Empire Earth III was uitgekomen op 6 november 2007.

## Inhoud
Empire Earth bevat vele unieke en innovatieve eigenschappen. Zo maakt het spel gebruik van een zogenaamd "morale-system". Dit systeem beïnvloedt de eigenschappen van manschappen. Naast het morele systeem bevat het spel ook een heldensysteem. Deze helden hebben speciale eigenschappen, variërend van het genezen van andere manschappen tot het demoraliseren van de tegenstander.
Om de limiet op het aantal eenheden te ontlopen kan de speler gebruikmaken van "Fortresses", gebouwen waarin eenheden geplaatst kunnen worden zodat ze niet meetellen voor het bevolkingsaantal.
In het spel heb je de keuze in het begin om te kiezen tussen 5 hoofdcampagnes, namelijk:
- Tutorialcampagne, hierin leer je nog alles over hoe het spel werkt en hoe de controls werken.
- Griekse campagne, deze campagne speelt zich af in het oude Griekenland.
- Engelse campagne, de Engelse campagne gaat over de gevechten tussen oud Engeland en Frankrijk voor superioriteit in Europa.
- Duitse campagne, deze campagne laat je de Duitse kanten zien van WO I en WO II.
- Russische campagne, deze campagne speelt zich af in en rondom Rusland, in de toekomst.

Bijna alle gevechten, behalve die in de Russische campagne en de laatste missie van de Duitse campagne, hebben ook daadwerkelijk plaatsgevonden.

## Tijdperken

### Prehistorie
(500.000 v. Chr. - 50.000 v. Chr.)
Het prehistorische tijdperk is het eerste tijdperk in het spel. Uiteraard zijn de mogelijkheden in dit tijdperk gelimiteerd. Oorlog kan slechts -met mate- gevoerd worden op vaste grond.

### Steentijd
(50.000 v. Chr. - 5000 v. Chr.)
Het stenen tijdperk is het tweede tijdperk in het spel. Tijdens dit tijdperk wordt het mogelijk de eerste boten te produceren en slingeraars te trainen. Dankzij de mogelijkheid vissersboten te bouwen, wordt de voedselproductie sterk verhoogd.

### Kopertijd
(5000 v. Chr. - 1000 v. Chr.)
In het koperen tijdperk worden wederom de mogelijkheden uitgebreid. Spelers krijgen de mogelijkheid om boerderijen te bouwen, wat de voedselproductie verhoogt. Tevens doen de boogschutters hun intrede.

### Bronstijd
(1000 v. Chr. - 0)
Het bronzen tijdperk is het vierde tijdperk in het spel. Wederom worden de mogelijkheden uitgebreid. Met name op het zeevaartgebied beschikt de speler over meer kracht. Ook is het voor het eerst mogelijk om belegeringswapens (catapulten en ballista's) te maken. Muren bieden dus minder bescherming dan in vorige tijdperken.

### Donkere tijdperk
(0 - 900)
Tijdens dit tijdperk zijn er slechts een klein aantal nieuwe mogelijkheden, zoals het bouwen van kruisbogen.

### DeMiddeleeuwen
(900 - 1300)
Tijdens De Middeleeuwen nemen de weerbaarheid van torens en muren in het spel toe. Echter, net zoals de geschiedenis ons laat zien zijn stormwapens wel opgewassen tegen deze verbeterde verdediging. Tijdens de middeleeuwen komt de kruisboogschutter voor het eerst serieus in beeld.

### Renaissance
(1300 - 1500)
Tijdens de Renaissance maakt buskruit zijn intrede. Zogenaamde "trebuchets" en "ballista's" vervullen een steeds grotere rol in oorlogvoering.

### Tijdperk van het imperialisme
(1500 - 1750)
Tijdens dit achtste tijdperk neemt de technologie grote stappen op het gebied van scheepsbouw. Dit gaat ten koste van cavelerie en melee infanterie, die bijna van het slagveld verdwijnen.

### Industrieel Tijdperk
(1750 - 1900)
Tijdens het Industriële Tijdperk maakt de speler grote technologische vorderingen op alle gebieden mee. Dit is het laatste tijdperk waar grootscheepse invasies mogelijk worden geacht.

### Atomisch tijdperk
(1900 - 2000)

#### Eerste Wereldoorlog
Zoals in de echte geschiedenis ontwikkelde oorlogsvoering zich in een hoog tempo. Deze ontwikkelingen zijn terug te zien in het spel, aangezien de speler voor het eerst over vliegtuigen beschikt. Deze vliegtuigen kunnen een enorme invloed op het spel hebben.

#### Tweede Wereldoorlog
Net zoals in de Eerste Wereldoorlog kent zowel het spel als de echte geschiedenis grote vorderingen. Het belangrijkste nieuwe element is de atoombom.

#### Modern
Tijdens dit 'sub-tijdperk' ontwikkelt de nucleaire oorlogsvoering zich verder met uitgebreide aanvalsmogelijkheden door de lucht en door water. De speler krijgt toegang tot nucleaire onderzeeërs en helikopters.

### Digitaal tijdperk
(2000 - 2.100)
In het Digitale tijdperk krijgt de speler beschikking over cyborgs. Naast het gebruik van deze cyborgs begint laser een belangrijke rol te spelen.

### Nanotijdperk
(2.100- 2.200) Dit veertiende tijdperk kenmerkt een verdere ontwikkeling van niet-menselijke eenheden. Ook wordt het mogelijk virussen te verspreiden onder eenheden van tegenstanders.

### Ruimtetijdperk
(2.200-) In dit vijftiende tijdperk kan de speler over ruimteschepen beschikken en de meeste mensen worden vervangen door cyborgs. (alleen beschikbaar in uitbreiding Art of Conquest)